# Lygistopterus morelensis
Lygistopterus morelensis là một loài bọ cánh cứng trong họ Lycidae. Loài này được Zaragoza Caballero miêu tả khoa học năm 2003.